# Digitalis cedretorum
Digitalis cedretorum är en grobladsväxtart som först beskrevs av Emberger, och fick sitt nu gällande namn av René Charles Maire. Digitalis cedretorum ingår i släktet fingerborgsblommor, och familjen grobladsväxter. Inga underarter finns listade i Catalogue of Life.